# Escudo de Cuba
El escudo de Cuba, conocido como El Escudo de la Palma Real, fue creado en 1849 por Miguel Teurbe Tolón —quien también diseñó la bandera cubana— a petición del general venezolano Narciso López, para sellar los despachos y bonos que como jefe del Gobierno provisional de Cuba emitió entre 1850 y 1851.
La versión actual no es exactamente igual a la original, ya que se suprimieron algunos elementos que contenía aquel y que podían haberse asociado con ideas anexionistas. Las especificaciones de diseño del escudo fueron establecidas mediante decreto por el primer presidente de Cuba, Tomás Estrada Palma, el 21 de abril de 1906 y han permanecido sin modificaciones desde entonces.
Según la ley 42 de la Asamblea Nacional, es el Símbolo de la Nación. Este escudo tiene la forma de una adarga ojival, y está dividido hacia los dos tercios de su altura donde lo remata una línea horizontal. En su parte superior, la principal, se observa un mar a cuyos lados se ven dos porciones terrestres (Florida y Yucatán), entre los cuales cierra el estrecho una llave de vástago macizo (Cuba), con la palanca hacia abajo y a cuyo fondo un sol naciente esparce sus rayos por todo el cielo del paisaje. Estos elementos simbolizan la importancia geográfica y política de Cuba. La llave representa la entrada del Golfo de México y las significaciones terrestres son de izquierda a derecha, el Cabo Sable en la Florida y el Cabo Catoche en México. Al fondo, el sol aparece semi-hundido en el horizonte, denotando su calor tropical.
El cuartel inferior izquierdo, representa la división de la Isla, o sea los Departamentos en que estaba dividida en esos momentos, Occidente, Centro y Oriente; representándolos con tres franjas azul turquí. Dos blancas, que exponen la pureza de sus patriotas, intercaladas entre las tres azules, cierran el contenido del compartimiento. En el cuartel inferior derecho se yergue una palma real, con el botón de su hoja central en lo más alto, como símbolo de la lozanía y fertilidad de su privilegiado suelo, así como haciendo la exposición de que ha sido el más útil de los árboles a través de la historia de dicho país. Al fondo, en su retaguardia, aparecen dos montañas. Y ligeros celajes enmarcan el paisaje.
A manera de soporte, un haz de varas, asomado por debajo del vértice de la ojiva y aparecido después por la parte superior y central del eje del escudo, coronado con un gorro frigio de color rojo, vuelto hacia la izquierda, en el que se incrusta una estrella pentagonal, orientada hacia arriba. El gorro es un emblema adoptado por la Revolución Francesa. Este gorro se había usado en la antigüedad para ser llevado por los hombres que habían obtenido la libertad. La estrella blanca de cinco puntas; con una de ellas orientada hacia la parte superior, al igual que en la Bandera de la Estrella Solitaria; representa el estado independiente. El haz de varas indica la unión de los cubanos; la estrella, la máxima expresión de libertad.
Y termina la ornamentación del escudo, siempre visto de frente, de izquierda a derecha, sin exceder la altura del mismo, una rama de encina, que representa la paz, y otra de laurel, que representa la victoria ladeando el contorno del mismo.
El escudo, fue ratificado por la Constitución de 1940 y ha sido sucesivamente ratificado en las Constituciones adoptadas tras el triunfo de la Revolución cubana en 1959.

## Galería de escudos

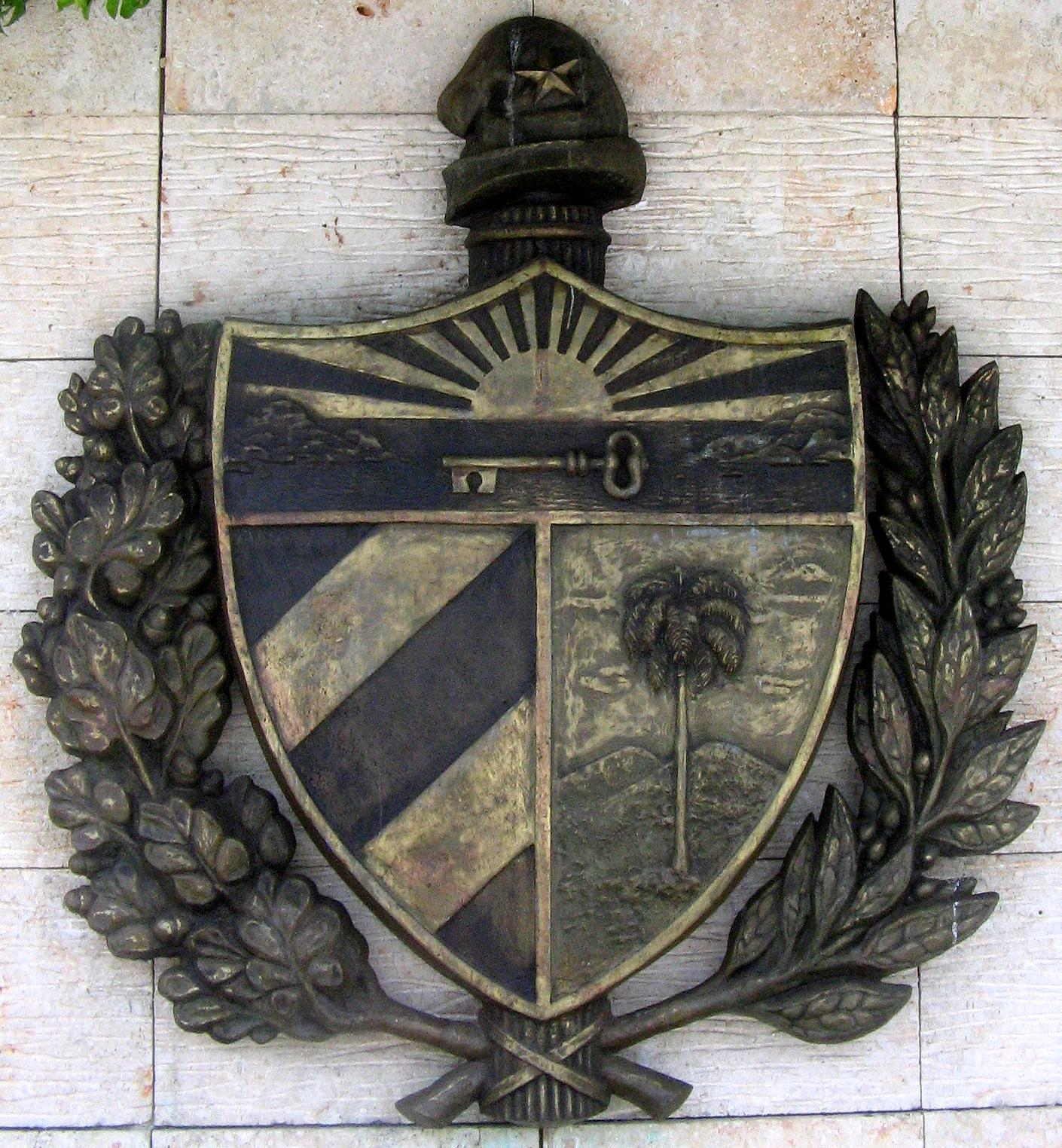
Un relieve del escudo de armas de Cuba en el Mausoleo del Che Guevara de Santa Clara
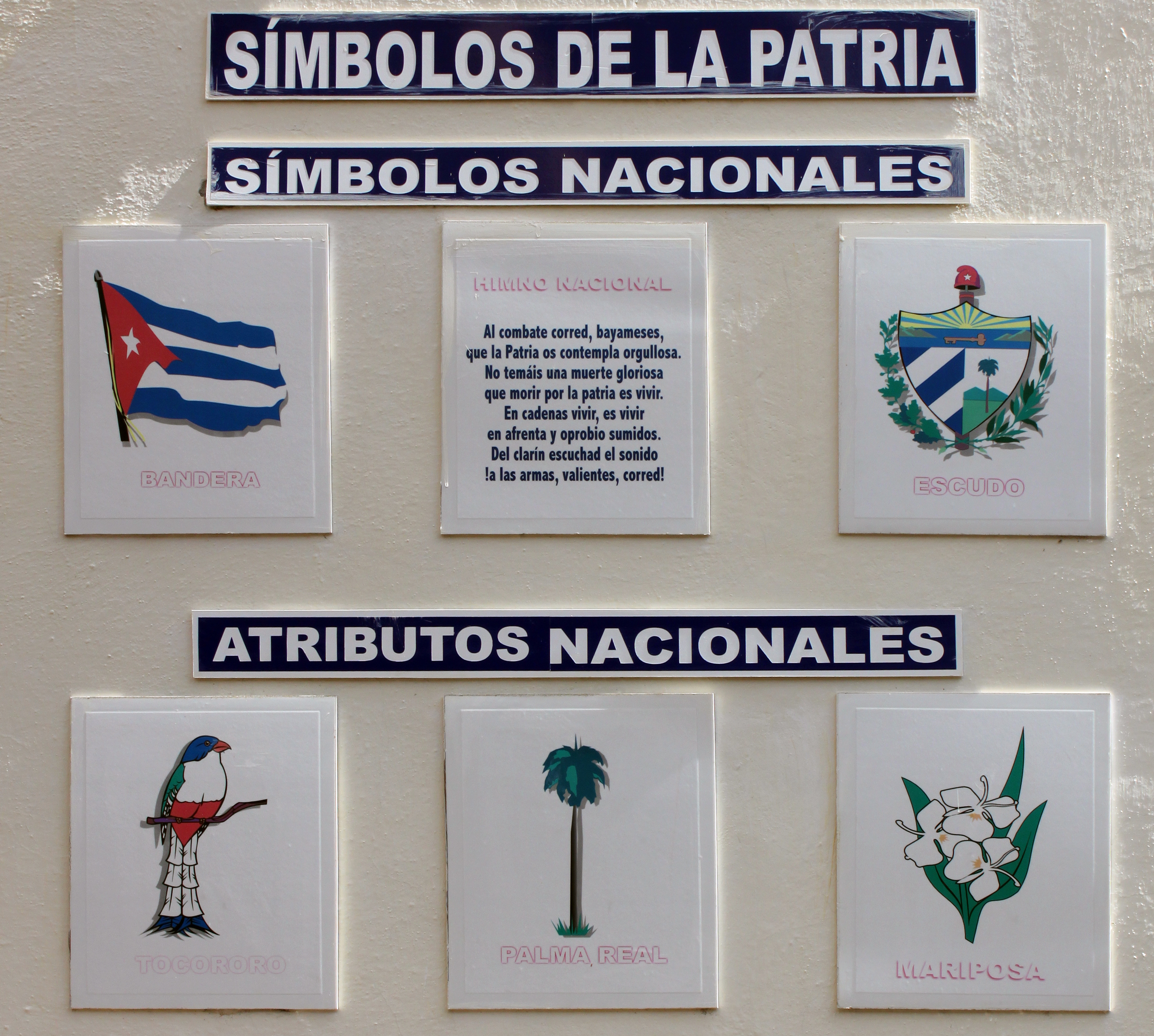
Placas con los símbolos patrios cubanos en Sancti Spíritus

### Evolución histórica del escudo

Escudo para la Isla Fernandina, antes llamada Cuba concedido por Carlos I
Escudo de armas de la Capitanía General de Cuba bajo el gobierno de Amadeo de Saboya (siglo XIX)
Escudo de Armas Real de España
Escudo de armas de la ocupación estadounidense de Cuba
Escudo de armas de los Estados Unidos
Gran sello de los Estados Unidos
Escudo original diseñado por Narciso López
Escudo de Cuba (1870-1906)
Escudo de armas de Cuba (1906-actualidad)